# Acacia difficilis
Acacia difficilis — вид квіткових рослин з родини бобових. Ареал: Австралія (Північна територія, Квінсленд, Західна Австралія).

## Середовище й екологія
Зазвичай він розташовується вздовж струмків, що ростуть на піщаних або гравійних ґрунтах як частина відкритих лісових угруповань, де він часто асоціюється з Eucalyptus tetrodonta.

## Біоморфологічна характеристика
Дерево зазвичай досягає висоти від 3,5 до 13 метрів і має волокнисту кору від сірого до коричневого кольору як на стовбурі, так і на гілках. Він має сірі або коричневі гілочки, які можуть бути густо запушеними або голими. Вічнозелені вузькоеліптичні філодії мають звужену основу, довжину від 5,5 до 14 см і ширину від 15 до 40 мм. Тонкі філодії сріблясто-білі й у молодому віці вкриті щільним пухнастим волоссям і мають від п'яти до дев'яти видатних поздовжніх нервів. Цвіте з травня по вересень, утворюючи жовті квітки.